# سفيند إيغ راسك
سفيند إيغ راسك (بالدنماركية: Svend Aage Rask)‏ ، من مواليد 14 يوليو 1935 ، لاعب كرة قدم دنماركي سابق.
لعب مع منتخب الدنمارك لكرة القدم.

## روابط خارجية
- سفيند إيغ راسك على موقع قاعدة بيانات كرة القدم.إي يو (الإنجليزية)
- سفيند إيغ راسك على موقع ناشيونال فوتبول تيمز (الإنجليزية)